# (21720) Pilishvili
(21720) Pilishvili (1999 RQ119) – planetoida z pasa głównego asteroid okrążająca Słońce w ciągu 3,51 lat w średniej odległości 2,31 j.a. Odkryta 9 września 1999 roku.